# Romont (Wogezy)
Romont – miejscowość i gmina we Francji, w regionie Grand Est, w departamencie Wogezy.
Według danych na rok 1990 gminę zamieszkiwało 307 osób, a gęstość zaludnienia wynosiła 16 osób/km² (wśród 2335 gmin Lotaryngii Romont plasuje się na 743. miejscu pod względem liczby ludności, natomiast pod względem powierzchni na miejscu 196.).